# Brachymeria kuchingensis
Brachymeria kuchingensis är en stekelart som först beskrevs av Cameron 1911.  Brachymeria kuchingensis ingår i släktet Brachymeria och familjen bredlårsteklar. Inga underarter finns listade.